# Cyptodon muelleri
Cyptodon muelleri là một loài Rêu trong họ Cryphaeaceae. Loài này được (Hampe) M. Fleisch. miêu tả khoa học đầu tiên năm 1914.